# Filipendula vulgaris
La filipéndola (Filipendula vulgaris) es una especie de la familia de las rosáceas nativa de Europa.

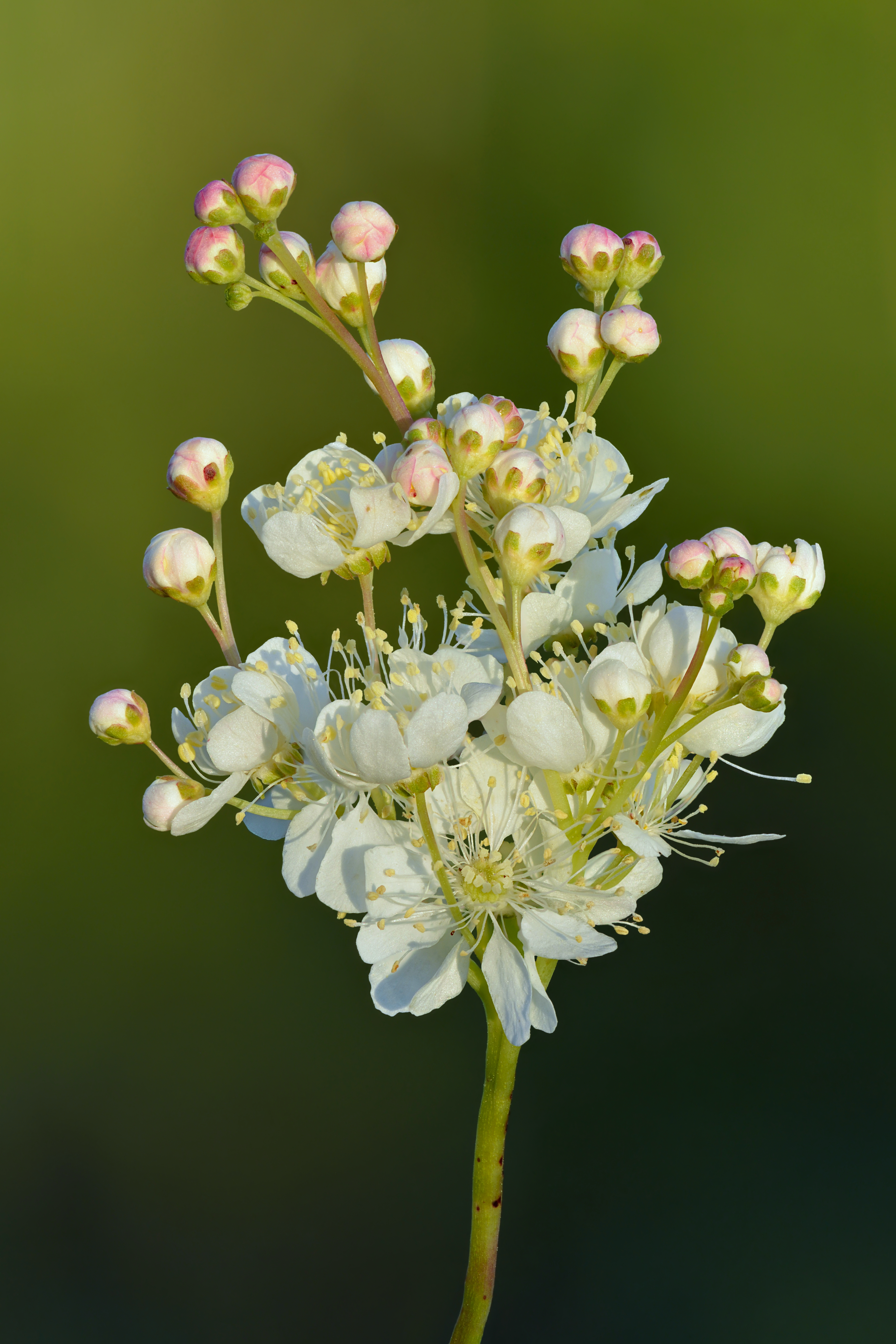
Inflorescencia

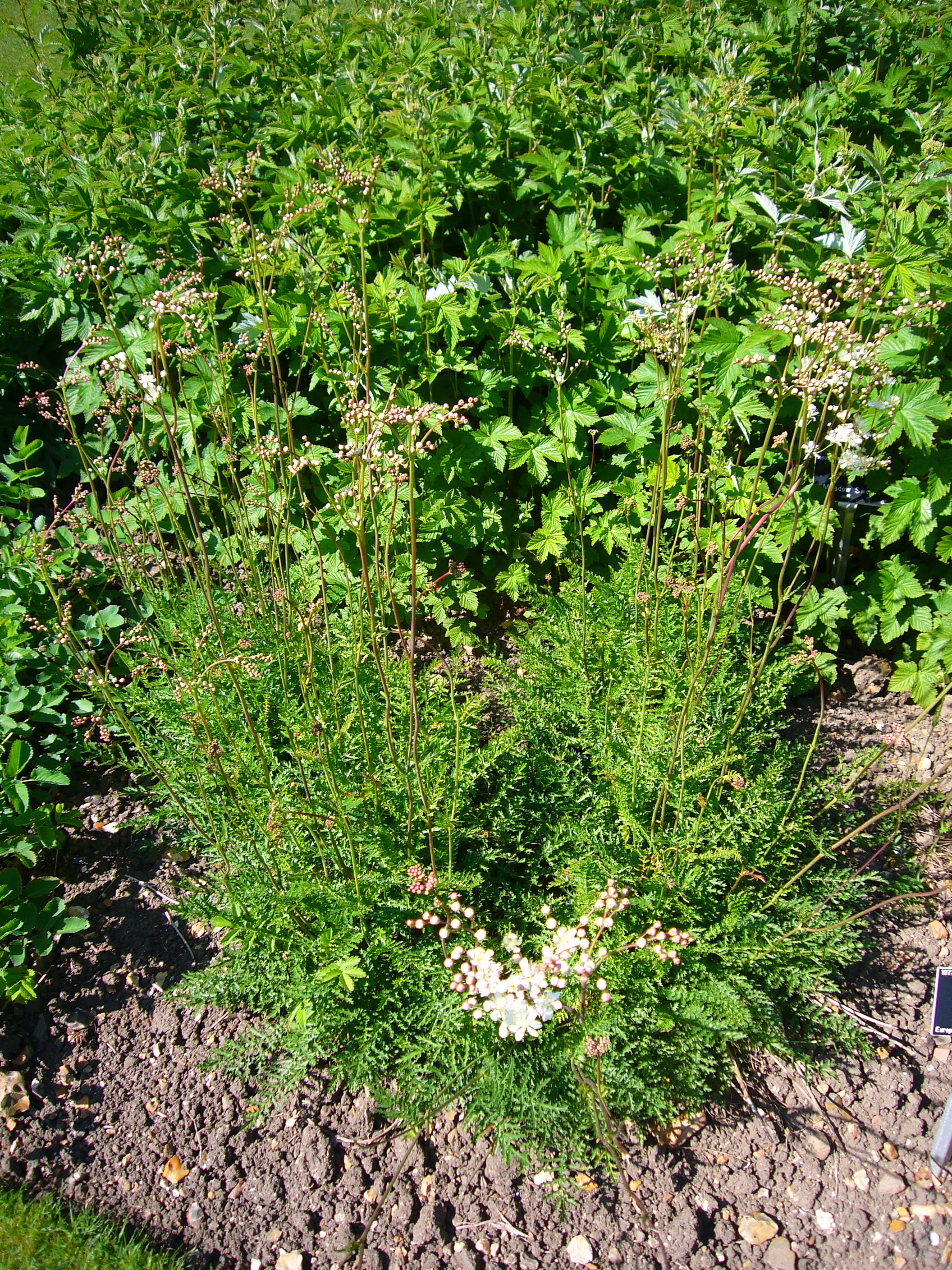
Vista de la planta

## Descripción
Especie rizomatosa, perenne, de porte erecto y hábito cespitoso. Los tallos, de entre 50 a 100 cm de altura, son glabros, generalmente ramosos y con 3 a 6 hojas basales con 8-25 pares de grandes folíolos oblongos y divididos; estípulas presentes. La inflorescencia es más ancha que larga; las flores normalmente tienen 6 pétalos blancos, generalmente morados por debajo, de 5-9 mm; estambres aproximadamente de la misma longitud. Florece en primavera y verano.

## Distribución y hábitat
Su rango de distribución natural se extiende por gran parte de Europa hasta el suroeste de Siberia y el norte de África. En Norteamérica se cultiva como ornamental.

Habita en praderas, prados de siega y se suele encontrar también en jardines descuidados y cementerios.

## Cultivo
Se reproduce por semilla y por la división de las raíces reptantes. Los rizomas y las hojas jóvenes se pueden cocinar como verdura o crudas como una ensalada. El sabor es agridulce. Las hojas maduras tienen el olor del aceite de Wintergreen, aplastadas, producen la liberación del salicilato de metilo.

## Usos
Las flores  se han utilizado en la medicina tradicional austriaca internamente como té para el tratamiento de reumatismo, gota, infecciones, y fiebre.

## Taxonomía
F. vulgaris fue descrita por  Hill ex Moench y publicado en Methodus Plantas Horti Botanici et Agri Marburgensis : a staminum situ describendi 663. 1794.
Etimología
- Filipéndula: nombre genérico que deriva del latín medieval filipendula = "la filipéndula" (Filipendula vulgaris Moench). Según parece, este nombre se recoge por primera vez en el “Antidotarium” de Nicolaus Praepostius (Salerno, Italia, siglo XII) y, en opinión de Andrés Laguna, se llama así “por razon de aquellas muchas cabeçuelas que cuelgan de su rayz, y parecen pender de un hilo” (lat. filum = "hilo"; y pendulus = "péndulo, que pende, colgante")[5]
- vulgaris: epíteto latíno que significa "vulgar, común".

Sinonimia
- Filipendula filipendula  (L.) Voss
- Filipendula hexapetala Gilib.
- Filipendula hexapetala Gilib. ex Maxim.
- Filipendula pubescens (DC.) Fourr.
- Spiraea filipendula var. minor Gouan ex Cambess.
- Spiraea filipendula var. pubescens (DC.) Cambess.
- Spiraea filipendula var. vulgaris Cambess.
- Spiraea filipendula L.
- Spiraea pubescens DC. in Lam. & DC.
- Spiraea tuberosa Salisb.
- Spiraea vulgaris Gray
- Ulmaria filipendula (L.) Hill ex Focke in W.D.J.Koch[6]

## Nombres comunes
- Castellano: ánnica, azahar, burdilinda, filipendola, filipendula, filipéndula, filipendula blanca, filipendula colorada, filipendula roja, macuca, ovilleja, palometas, reina de los prados, saxifraga roja, saxífraga roja, saxifragia colorada, ulmaria.[6]